# Александра Шарановић
Александра Шарановић (Београд, 1966) српска је сликарка и професор.

## Биографија
Факултет ликовних уметности у Београду је уписала 1983. године, где је дипломирала на сликарском одсеку 1988. године. Магистрирала ја на истом факултету 1990. године. Члан је УЛУС-а од 1989. године.
Ради као професор цртања и сликања на Академији техничких струковних студија Београд, Одсек Београдска политехника. Излагала је на више групних и самосталних изложби.
Од почетка своје излагачке праксе (крајем осамдесетих), уметница гради лично поље истраживања у области сликарства. У свом сликарском опусу често супроставља традиционалне форме и ликовне праксе савременој иконографији графита, филма или стрипа. На тај начин уметница истражује границе сликарства, изнова преиспитујући његову виталност и улогу у савременој уметности. 
Кроз цео свој опус бави се граничним пољима емпатије и потенцијала које нуде егзотичне културе у саставу модернистичке слике (света) и у духу асоцијативне апстракције, поље овог утопијског дискурса са најновијим циклусом радова сада и дословно транспонује у представу конвенционалног постиндустријског  пејзажа и оквире фигуративног сликарства.
Ћерке Ива Атанасковић и Ана Атанасковић. Отац јој је Радомир Бајо Шарановић.

## Изложбе
- 2018. Продајна галерија Београд, Београд
- 2016. Центар за културу „Вук Караџић“, Лозница
- 2016. Центар за културу Гроцка, Београд
- 2014. Блок галерија, Београд
- 2013. „pArt 96 Gallery“, Минстер, Немачка
- 2012. Уметничка галерија Стара капетанија, Београд
- 2012. “Три града“, Завод за проучавање културног развитка, Београд
- 2010. Галерија ИКАР, Београд
- 2007. Галерија Задужбине Илије М. Коларца, Београд
- 1997. Салон Музеја савремене уметности, Београд
- 1991. Народни музеј, Краљево
- 1991. Галерија Дома културе Студентски град, Београд
- 1990. Магистарска изложба у Галерији ФЛУ, Београд
- 1988. „ОМЕН“, Гаража галерија, Београд
- 1988. „Хомоглифи“, Галерија СКЦ, Београд
- 1986. „Меланхолија“, Галерија ФЛУ, Београд
- 1985. Galerie A.C.Y., Париз